# Intertoto Cup 1976
De Intertoto Cup was sinds 1967 een mogelijkheid voor ploegen om in de zomer te kunnen blijven voetballen. Deze editie van 1976 werd zoals gebruikelijk gehouden tijdens deze zomerstop. Er werden alleen groepswedstrijden georganiseerd, omdat het onhaalbaar bleek om nog knock-outronden te spelen na de zomerstop. Clubs hadden daarvoor een te druk programma en de UEFA had bepaald dat ploegen die al aan UEFA-toernooien zoals de twee edities van de Europa Cup meededen, niet mochten deelnemen aan andere toernooien.
Aan deze editie van het toernooi deden 44 ploegen mee, vier meer dan vorig jaar. Er waren elf groepen van vier teams. Elk team speelde zes wedstrijden. Er deden zeven ploegen mee uit Zweden; zes uit Oostenrijk en Tsjecho-Slowakije; vier uit Denemarken, Polen, West-Duitsland en Zwitserland; twee uit België, Israël, Noorwegen en Portugal en één uit de SFR Joegoslavië.
Het Poolse Widzew Łódź uit groep elf deed het dit toernooi het beste, het won al zijn wedstrijden en haalde dus de volle twaalf punten.

## Eindstanden

### Groep 1
| plaats | Club                | Doelpunten | Punten |
| ------ | ------------------- | ---------- | ------ |
| 1.     | BSC Young Boys Bern | 15 : 9     | 9      |
| 2.     | Malmö FF            | 13 : 6     | 7      |
| 3.     | Beitar Jeruzalem    | 12 : 13    | 6      |
| 4.     | Admira Wacker       | 4 : 16     | 2      |

### Groep 2
| plaats | Club              | Doelpunten | Punten |
| ------ | ----------------- | ---------- | ------ |
| 1.     | Hertha BSC        | 20 : 6     | 9      |
| 2.     | Standard Luik     | 11 : 4     | 9      |
| 3.     | Hapoel Beer-Sheva | 8 : 13     | 5      |
| 4.     | Køge BK           | 4 : 20     | 1      |

### Groep 3
| plaats | Club              | Doelpunten | Punten |
| ------ | ----------------- | ---------- | ------ |
| 1.     | Union Teplice     | 10 : 4     | 8      |
| 2.     | Kickers Offenbach | 6 : 6      | 8      |
| 3.     | Grasshopper-Club  | 4 : 7      | 5      |
| 4.     | Landskrona BoIS   | 2 : 5      | 3      |

### Groep 4
| plaats | Club                   | Doelpunten | Punten |
| ------ | ---------------------- | ---------- | ------ |
| 1.     | Banik Ostrava          | 9 : 2      | 11     |
| 2.     | Tirol Innsbruck        | 10 : 9     | 6      |
| 3.     | Eintracht Braunschweig | 6 : 6      | 6      |
| 4.     | AIK Stockholm          | 6 : 14     | 1      |

### Groep 5
| plaats | Club              | Doelpunten | Punten |
| ------ | ----------------- | ---------- | ------ |
| 1.     | TJ Zbrojovka Brno | 13 : 9     | 10     |
| 2.     | MSV Duisburg      | 13 : 4     | 8      |
| 3.     | FC Zürich         | 9 : 8      | 5      |
| 4.     | Austria Wien      | 8 : 22     | 1      |

### Groep 6
| plaats | Club             | Doelpunten | Punten |
| ------ | ---------------- | ---------- | ------ |
| 1.     | Spartak Trnava   | 17 : 5     | 11     |
| 2.     | Atvidabergs FF   | 10 : 8     | 6      |
| 3.     | Lillestrom SK    | 5 : 11     | 4      |
| 4.     | Austria Salzburg | 4 : 12     | 3      |

### Groep 7
| plaats | Club              | Doelpunten | Punten |
| ------ | ----------------- | ---------- | ------ |
| 1.     | Inter Bratislava  | 19 : 4     | 10     |
| 2.     | Vitória Guimarães | 11 : 8     | 8      |
| 3.     | KV Oostende       | 10 : 13    | 6      |
| 4.     | Holbæk B&I        | 3 : 18     | 0      |

### Groep 8
| plaats | Club           | Doelpunten | Punten |
| ------ | -------------- | ---------- | ------ |
| 1.     | Östers IF      | 13 : 2     | 11     |
| 2.     | Belenenses     | 7 : 6      | 6      |
| 3.     | Pogon Szczecin | 6 : 7      | 4      |
| 4.     | Næstved IF     | 2 : 13     | 3      |

### Groep 9
| plaats | Club          | Doelpunten | Punten |
| ------ | ------------- | ---------- | ------ |
| 1.     | Djurgardens   | 11 : 8     | 7      |
| 2.     | Sturm Graz    | 8 : 8      | 7      |
| 3.     | FC St. Gallen | 9 : 8      | 6      |
| 4.     | ROW Rybnik    | 10 : 14    | 4      |

### Groep 10
| plaats | Club               | Doelpunten | Punten |
| ------ | ------------------ | ---------- | ------ |
| 1.     | Vojvodina Novi Sad | 11 : 6     | 10     |
| 2.     | Zagłębie Sosnowiec | 11 : 8     | 6      |
| 3.     | VOEST Linz         | 9 : 10     | 4      |
| 4.     | Örebro SK          | 6 : 13     | 4      |

### Groep 11
| plaats | Club                 | Doelpunten | Punten |
| ------ | -------------------- | ---------- | ------ |
| 1.     | Widzew Łódź          | 21 : 5     | 12     |
| 2.     | Kjøbenhavns Boldklub | 7 : 18     | 5      |
| 3.     | VSS Košice           | 6 : 8      | 4      |
| 4.     | Start Kristiansand   | 6 : 9      | 3      |